# Zona do Silêncio
Zona do Silêncio (em castelhano:  La Zona del Silencio) é o nome popular para uma mancha desértica perto do Bolsão de Mapimí em Durango, México, sobrepondo-se à Reserva da Biosfera Mapimí. É alvo de uma lenda urbana que afirma ser uma área onde os sinais de rádio e qualquer tipo de comunicação não podem ser recebidos.

## História e lendas
A área já foi um antigo fundo do mar no Mar de Tétis, que deixou fósseis marinhos e grandes depósitos de sal que são extraídos hoje.
Em julho de 1970, um foguete de teste Athena RTV lançado do Complexo de Lançamento de Green River, em Utah, em direção ao Campo de Teste de Mísseis de White Sands, no Novo México, perdeu o controle e caiu na região do Deserto de Mapimí. Quando o foguete saiu do curso, estava carregando dois pequenos contêineres de cobalto 57, um isótopo usado em "bombas salgadas" para contaminar intencionalmente grandes áreas de terra. Como parte do esforço de limpeza, centenas de toneladas de solo foram removidas do local do impacto.
Como resultado da operação de recuperação da Força Aérea dos Estados Unidos, surgiram vários mitos e lendas relacionadas à área. Alegadamente, um residente local contratado para guardar os destroços do acidente durante as operações de recuperação ajudou a espalhar esses rumores. As lendas incluem "estranhas anomalias magnéticas que impedem a transmissão de rádio", mutações da flora e da fauna e visitas extraterrestres, que têm sido usadas pelos habitantes locais para promover o turismo na região.